# HD182684
HD182684 — хімічно пекулярна зоря спектрального класу
A7 й має видиму зоряну величину в смузі V приблизно 10,2.